# A xXxmas Carola
A xXxmas Carola, ook wel gestileerd als A XXXmas Carola, is een Nederlandse musical van De Theater BV geïnspireerd op het kerstverhaal A Christmas Carol van Charles Dickens, met als als verschil dat de hoofdpersoon van Ebenezer Scrooge is vervangen met de 36-jarige Carola, die een kerstwinkel bestiert. De musical is geschreven door Allard Blom. De muziek is van Sam Verhoeven, met choreografie van Chiara Re. Het geheel is geregisseerd door Paul van Ewijk en ging op 16 november 2024 in première in DeLaMar in Amsterdam.

## Verhaal
A xXxmas Carola speelt zich af omstreeks kerst 2024. Carola heeft, na de dood van haar vader, zijn kerstwinkel overgenomen en uit de rode cijfers gehaald. Terwijl ze dit deed is ze echter verhard en heeft ze zich steeds verder verwijderd van haar personeel en haar zus die ook in de kerstwinkel werkt. Ze gedraagt zich als een echte Scrooge, weigert de arbeidsvoorwaarden voor haar personeel te verbeteren, wijst alle goede doelen af die haar om geld vragen en tot overmaat van ramp kraakt ze het van sentiment vervulde verjaardagscadeau dat haar zus haar geeft - Carola is rond de Kerst jarig - af. Ze gaat terug naar huis en valt hier in slaap. Ze wordt gewekt door de geest van haar zus die die nacht is gestorven en haar voor het bezoek van de drie geesten van verleden, heden en toekomst waarschuwt.
De geest van het verleden bezoekt haar als eerste en laat haar haar meest gelukkige kerstvieringen zien, maar ook die waarop haar vader overleed. Hij laat haar ook zien hoe haar relaties uit elkaar klappen, iets wat de geest van het heden, die haar echtscheidingsadvocaat blijkt te zijn, doorzet. De geest van de toekomst toont haar dat ze op kerst dat jaar alleen zal sterven en haar overlijden bejubeld zal worden. Carola komt hierop tot inkeer en begin het bij te leggen met haar personeel. 

## Cast
De cast bestaat slechts uit vijf spelers waarvan vier meerdere rollen voor hun rekening nemen. Deze acteurs zijn:
- Nandi van Beurden speelt Carola
- Suzan Seegers speelt Carola's zus Christel en de nieuwe vriendin van Xavier, Mercedes
- Jeremy Baker speelt Stefan van Xanten, één van Carola's personeelsleden, en Carola's vader naast een reeks kleinere rolletjes
- Thomas Cammaert speelt Xavier, Carola's ex, en een reeks kleinere rolletjes
- Luuk Haaze speelt Xander, Carola's eerste ex, en een reeks kleinere rolletjes

## Vormgeving
De musical is duidelijk geïnspireerd op kerstmis. Een deel van de songs zijn bewerkingen van bestaande kerstliedjes waarbij de melodie blijft behouden, maar de song een tekst krijgt die de dramatische lijn vertelt. De overige songs zijn nieuw geschreven door de Vlaamse componist Sam Verhoeven. Het toneel is vormgegeven als een kerstdorp, waarvan de huisjes verrijdbaar zijn en in veel gevallen ook als stoel gebruikt kunnen worden. Het valt wel te omschrijven als 'minimalistisch'. De meeste personages dragen kleding in kerstkleuren, vooral groen en rood, met als grote uitzondering Carola, die geheel in zwart-wit gehuld is. Hierdoor springt ze uit de cast en doet ze denken aan Cruella De Vil en Miranda Priestly.

## Ontvangst
De musical werd goed ontvangen. Zo werden de hierboven genoemde vormgevingselementen in meerdere recensies positief ervaren. Ook de muziek en humor werden geprezen. Amber Wiznitzer had echter wel een kritische noot. Zij vond het verhaal en de personages weinig diepgaand. Wel sprak Wiznitzer in de NRC van een sterrencast en maakten de liedjes en sprookjesachtige sfeer de voorgenoemde kritiek weer goed.